# 魔界ウォーズ
『魔界ウォーズ』（まかいウォーズ）は、クローバーラボより配信されたスマートフォン用ゲームアプリ。Android版は2018年2月15日より、iOS版は同年2月16日よりサービス開始。基本プレイ無料（アイテム課金制）。

## 概要
日本一ソフトウェアの『魔界戦記ディスガイアシリーズ』とクローバーラボのゲームアプリ『ゆるドラシル』のコラボレーションによるシミュレーションRPG。
本作品は2004年に日本一ソフトウェア（以下、日本一）のPlayStation Portable参入第1弾ソフトとして発表されながら、後述する事情により開発が事実上頓挫していた『魔界ウォーズ（仮）』を原点とし、同作品の主人公として設定されるもソフトリリースの見通しが立たないまま他作品にゲストとして出演し続けていたキャラクター・アサギを主人公に据えている。
2022年2月18日更新のアップデートをもって新規イベント開催およびキャラクターの追加実装を停止、同年10月21日をもってサービスを終了した。

## 企画・開発の経緯

### PlayStation Portable・PlayStation 3版
本作品は、PlayStation 2用ソフト『ファントム・ブレイブ』の後に開発されていた。この時点で主人公・アサギのデザインとイメージボードは存在していたものの、ジャンルがRPGかシミュレーションRPGかも漠然としており、開発はほとんど進んでいなかった。その後2004年5月12日、Electronic Entertainment ExpoでPlayStation Portable版を2004年末に発売すると発表された。また、同年の日本一の暑中見舞いはがきにアサギが登場した。
開発当時は丁度PSPが出るタイミングだったが、いきなりPSPのオリジナル作品を出すのはどうかと考えられ、また市場が未成熟だったことから企画に練り直しが入った。そして紆余曲折を経て本作品ではなく『ファントム・キングダム』が発売されることとなった。そのような中でアサギをどうするかとなった時に、同作品の隠しキャラクターとして登場させることが決まる。その後も本作品を開発しようという動きはあったものの、結局毎年1本に注力するという流れとなり、アサギは他の日本一作品に「永遠の次回作の主人公」として登場し続ける。2005年9月20日にはPlayStation 3版の発売も発表されたが、結局発売されることはなかった。時間が経つにつれてファンが違った角度で『魔界ウォーズ』やアサギについて楽しむようになったことで、開発側はファンの期待を上回るものを出さなければならないと悩み、発売のタイミングを逸していった。

### iOS・Android版
2017年7月15日に行われた日本一ソフトウェア設立25周年発表会において、『魔界ウォーズ』は日本一の「魔界戦記ディスガイアシリーズ」とクローバーラボの『ゆるドラシル』のコラボレーション作品という内容のスマートフォンアプリとして配信されることが発表された。2015年には両作品のコラボレーションが行われたが、日本一社長の新川宗平によればこのコラボレーションへの反響は大きかったといい、その後もコラボイベントは行われた。新川は、「魔界戦記ディスガイアシリーズ」のイベントで『ゆるドラシル』を遊んでいるユーザーが多かったことから、ユーザーの相性は良いと思ったという。『魔界ウォーズ』を世に出すことを課題としていた新川はこれをチャンスと考えてクローバーラボ側に声をかけ、『魔界ウォーズ』実現に至った。
このタイミングでコンシューマタイトルとして発売しても一部ユーザーのファンアイテムとして終わってしまうと考えた日本一の新川は、親和性の高い『ゆるドラシル』との合作となるアプリとして長く楽しんでもらうことを選んだ。ただし、コンシューマで展開するという野望も持っている。日本一はスマートフォン向けアプリの開発経験がほとんどなかったため、プログラムやディレクションなどスマートフォン向けアプリに関わる場面はクローバーラボが担当した一方、日本一はグラフィックを担当した。本作のグラフィックは『ディスガイアシリーズ』と同じ方法で作られており、同スタッフも製作に参加している。新川はファミ通とのインタビューの中で、「我々の主軸はコンシューマだが、当然オンラインの要素は入ってくる。そのような技術のノウハウは自分たちで実際作ってみないと分からないため、今回の共同開発を通じて、アプリゲームの開発を肌で感じることができたのは大きかった」と振り返っている。クローバーラボの代表取締役である小山力也も「日本一ソフトウェアさんは家庭用ゲームをずっと開発してきたため、プロジェクト管理や進行の作法がしっかりしており、会社を設立してから自己流でやってきた我々にとって非常に参考になった」と振り返っている。二作品のクロスオーバーにあたり、新川は原作を知らないユーザーでも分かりやすくするため、キャラクターを紹介するテキストの導入を提案し、自らそのテキストを執筆した。
2017年11月30日、配信を2017年から2018年春へと延期することを発表し、2018年春に配信が開始された。

### キャスティング
主人公のアサギ役には『奴隷区 The Animation』の足立シヲリ役などで知られる八島さららがオーディションで選ばれ、2018年6月29日のアップデートでアサギの音声が追加された。
八島は日本一の作品を通じてアサギの存在を知っていた他、様々な声優が彼女の声を当てていたことも知っていたため、事前にセリフを聞くと混乱することを懸念し、あえてセリフは聞かずに自分の中でアサギのイメージを固めてから演技に臨んだ。
八島はアサギの魅力は「普通の女子高生」であると定義し、収録時もスタッフから同様の演技指導を受けたため、自然体な演技を心がけた。

## システム
ジャンルはシミュレーションRPGとRPGの中間のようなものとなる。戦闘は6×5マスのフィールドで行われる。

## 登場人物
アサギ
声：八島さらら
本作の主人公。念願だった主人公の座に就くことができたものの、周囲に振り回されている。
ラハール
声：水橋かおり
魔王クリチェフスコイの息子。『魔界戦記ディスガイアシリーズ』のメインキャラクターの一人。
プリニー
声：間島淳司
エトナ
声：半場友恵
ラハールの部下。『魔界戦記ディスガイアシリーズ』のメインキャラクターの一人。
フロン
声：笹本優子
天使見習い。ラハールと行動を共にすることが多い。『魔界戦記ディスガイアシリーズ』のメインキャラクターの一人。
アクターレ
映画やドラマで活躍していた元ダークヒーローで、現在は旅番組のレポーターをしている。『魔界戦記ディスガイア2』にて初登場。
アデル
悪魔にされた家族を救うべく、魔王ゼノンに挑む青年。『魔界戦記ディスガイア2』の主人公。
マオ
父である魔王の打倒を目指す優等生。『魔界戦記ディスガイア3』の主人公。
ヴァルバトーゼ
魔界の刑務所である「地獄」でプリニーの教育係を務める吸血鬼。『魔界戦記ディスガイア4』の主人公。
風祭フーカ
何らかの理由で死亡して地獄に堕ちた中学生。『魔界戦記ディスガイア4』にて登場。
キリア
悪魔ヴォイドダークへの復讐を誓う青年悪魔。エネルギー消費が激しく、事あるごとに何かを食べようとする。『魔界戦記ディスガイア5』にて登場。
セラフィーヌ
絢爛魔界の魔王。父が勝手にヴォイドダークと結婚させようとしたため家を飛び出し、ヴォイドダークの抹殺に乗り出す。『魔界戦記ディスガイア5』にて登場。

ヴァルキリー
声：小林ゆう
百戦錬磨の戦乙女。
フレイヤ
声：種田梨沙
豊穣の女神。
オーディン
声：鳥海浩輔
ヴァルハラの最高神。
スレイプニル
声：杉田智和
オーディンの神馬。
エルルーン
声：齋藤綾
謎の戦乙女。
スルト
声：藤原夏海
灼熱の地を治める巨人族の王で、オーディンとは対立関係にある。温泉好き。
ミスト
声：咲々木瞳
「霧」の字を持つ戦乙女。「…ん!」としか喋らないが、ヴァルキリー養成学校を首席で卒業した過去を持つ。
ヒルド
声：朝日奈丸佳
ヴァルキリーの後輩にあたる戦乙女。
スサノオ
声：渡辺紘
倭の国の戦神。
アルヴィト
声：伊達朱里紗
ヴァルキリーと同期の戦乙女で、「知」の字を持つ。眼鏡に対する思いが強いが、実際は眼鏡をはずした方がよく見える。